# Podgrađe (Máriabeszterce)
 Podgrađe  (1900 és 1991 között Podgrađe Bistričko) falu Horvátországban Krapina-Zagorje megyében. Közigazgatásilag Máriabesztercéhez tartozik.

## Fekvése
Zágrábtól 24 km-re északkeletre, községközpontjától 3 km-re északnyugatra a megye keleti részén, a Horvát Zagorje területén fekszik.

## Története
A település arról a várról kapta a nevét, amely egykor a Hum nevű magaslaton állt. Ma ezt a helyet Gradinának hívják. Bisztrica várát 1297-től említik, ekkor a Péc nembeli Ludbregieké, majd 1359-től Csúz János báné és utódaié. Későbbi birtokosai: 1504-ben Henningh András, 1507-ben Erdődi Tamás, 1509-ben ladomeraci Bradács Lőrinc és Konjszki Sándor. II. Ulászló magyar király 1507-es oklevele szerint Bisztrica vára a Bisztrica partja mellett emelkedő Hum nevű dombon állt. 1589-ben megemlítik, hogy a várat Podgradénak is nevezik. Amikor az oszmán veszély megszűnt, a Hum dombon lévő erődöt elhagyták, de az uradalmi központ Podgrađében maradt, Máriabesztercén pedig új nemesi kastély épült, amely a mai napig fennmaradt. A birtok új tulajdonosai: 1598-ban az Isthwanffy és Kerecheny, 1730 körül a Cernkoczy, 1740-ben a Praskachi, majd a Sermage, Schlippenbach, Jelačić és végül a Hellenbach család, amely a birtok nagy részét eladta a parasztoknak. Brezovec major szintén a podgrađei birtokhoz tartozott (1535-ben említik). A település részei Bajsi és Jakopci falvak.  A településnek 1857-ben 243, 1910-ben 359 lakosa volt. Trianonig Zágráb vármegye Stubicai járásához tartozott. 2001-ben 343, 2011-ben pedig 321 lakosa volt.

## Népessége
| Lakosság változása | Lakosság változása | Lakosság változása | Lakosság változása | Lakosság változása | Lakosság változása | Lakosság változása | Lakosság változása | Lakosság változása | Lakosság változása | Lakosság változása | Lakosság változása | Lakosság változása | Lakosság változása | Lakosság változása | Lakosság változása |
| ------------------ | ------------------ | ------------------ | ------------------ | ------------------ | ------------------ | ------------------ | ------------------ | ------------------ | ------------------ | ------------------ | ------------------ | ------------------ | ------------------ | ------------------ | ------------------ |
| 1857               | 1869               | 1880               | 1890               | 1900               | 1910               | 1921               | 1931               | 1948               | 1953               | 1961               | 1971               | 1981               | 1991               | 2001               | 2011               |
| 243                | 255                | 277                | 328                | 328                | 359                | 350                | 388                | 400                | 372                | 395                | 360                | 337                | 351                | 343                | 321                |

## Nevezetességei
- Podgrađében található a híres barokk Szent Rókus kápolna. A 18. századból származó kápolnát a 19. században Hermann Bollé tervei szerint újítottak fel. A kápolnához szerelmi legenda kapcsolódik. Sermage Karolina grófnő legendája szerint a kápolnát szeretett férje, Anton Kirschhofer hegedűművész emlékére építtette, akinek a sírköve is itt található.
- Bisztrica várának csekély maradványai a Gradina nevű magaslaton.